# Патуљаста коза
Патуљаста коза је мала раса домаће козе. Иако дају велике количине млека у односу на своју величину, а и њихово месо се може јести, патуљасте козе се не користе за млеко или месо. Раса потиче из западне Африке, Камеруна. Врло је интелигентна, живахна и скромних захтева. Данас је распрострањена по зоолошким вртовима у целом свету. Њено гајење је врло једноставно. Од пролећа до јесени може остати у дворишту уз једноставан заклон од сунца и невремена. За зиму јој треба добро заштићена просторија на чији под треба да се стави дебео слој сламе. Ако штала има два квадратна метра, ако нема промаје и ако има довољно велики прозор, сасвим је довољна за две козе. У поређењу са другим расама коза, ова мала раса достиже висину од 30 до 40 центиметара у раменима. Камерунска патуљаста коза или афричка патуљаста коза гаји се у Африци и често држи у великим чопорима. За време суше храни се сувом травом и лишћем трновитог жбуња. То је патуљасту козу начинило врло скромном у захтевима и у погледу пробирљивости у храни. Током лета ова коза једе траву али и све могуће друге биљке. 